# Métricas de la química verde
Las Métricas de la Química Verde son factores que miden los aspectos de un proceso químico relacionados con los principios de la química verde. Estas métricas sirven para cuantificar la eficiencia o desempeño ambiental de un proceso químico y permiten medir los cambios en su desarrollo. La razón para utilizar las métricas es la expectativa de que la cuantificación de las mejoras técnicas y ambientales ayude a que los beneficios de las nuevas tecnologías sean más tangibles, perceptibles y entendibles. Esto, en consecuencia, puede ayudar a la divulgación de las investigaciones y potencialmente facilitar que se adopten ampliamente las tecnologías de la química verde en la industria.
Para alguien no relacionado con la química, la manera más sencilla de citar los adelantos puede ser una disminución de X unidades de costo por kilogramo de compuesto Y. Esto, sin embargo, puede ser una sobresimplificación, por ejemplo, no permitiría que un químico visualice los avances realizados o entienda los cambios en la toxicidad de los materiales y los peligros del proceso. Para mejorar los rendimientos e incrementar la selectividad, los porcentajes comunes pueden ser ideales, pero esta aproximación simplista puede no ser apropiada. Por ejemplo, cuando un reactivo pirofórico es remplazado por uno más seguro, sería difícil asignar un valor numérico, sin embargo, las mejoras son obvias si todos los demás factores permanecen iguales.
Diferentes métricas han sido propuestas a través del tiempo y su conveniencia ha sido ampliamente discutida. Un problema general observado es que mientras más precisa y universalmente aplicable parezca la métrica, más compleja e inaplicable se vuelve. Una buena métrica debe estar definida de manera clara, debe ser simple, medible, y objetiva.

## Rendimiento efectivo de masa
El rendimiento efectivo de masa se define como la relación en porcentaje entre la masa del producto deseado y la masa de todos los materiales no benignos utilizados en su síntesis. Hudlicky et al. sugieren la siguiente ecuación:
Rendimiento efectivo de masa (%) = masa de los productos × 100% / masa de los reactivos no benignos.
Esta métrica, sin embargo, requiere de una definición detallada de las sustancias benignos. Hudlicky las define como "aquellos subproductos, reactivos o disolventes que no tienen riesgos ambientales asociados, como por ejemplo, agua, soluciones salinas diluidas, etanol diluido, etc." Esta definición deja la métrica abierta a críticas pues el término favorable es subjetivo y las sustancias enlistadas en la definición sí tienen un impacto ambiental asociado. La fórmula también falla al asignar un nivel de toxicidad asociado a un proceso. Hasta que todos los datos toxicológicos estén disponibles para todos los compuestos químicos y exista un acuerdo en cuando a los niveles de no-benignidad, el rendimiento efectivo de masa no será la mejor métrica para la química.